# Серби в Канаді
Серби в Канаді (серб. Канадски Срби/Kanadski Srbi) — етнічна сербська меншина, що проживає в Канаді. Згідно з переписом 2016 року в Канаді 96 530 людей назвали свою національність сербською. Канадські серби загалом належать до Сербської православної церкви і дотримуються східної православної традиції.

## Історія
Перші серби прибули до Канади в 1850-х роках. Багато з них прибули зі штату Каліфорнія в Сполучених Штатах, а інші безпосередньо емігрували з Балкан.  Друга хвиля сербської еміграції відбулася з 1900 по 1914 рік.  В обох випадках більшість цих мігрантів походила з територій, контрольованих Австро-Угорщиною з політичних та економічних причин, і лише невелика кількість прибула безпосередньо з незалежної Сербії. 

## Демографія
| Місто                | Населення | Кількість сербів (2016) |
| -------------------- | --------- | ----------------------- |
| Торонто              | 2,731,571 | 25 160                  |
| Гамільтон            | 536 917   | 10 000                  |
| Ванкувер             | 631 486   | 7690                    |
| Міссіссага           | 721 599   | 5930                    |
| Едмонтон             | 932 546   | 3420                    |
| Калгарі              | 1 239 220 | 3205                    |
| Віндзор              | 217 188   | 3215                    |
| Монреаль             | 1,704,694 | 2225                    |
| Ніагарський водоспад | 88 071    | 2000                    |
| Оттава               | 933 596   | 1800                    |